# San Francesco di Ferrara
L'Església de San Francesco es troba a Ferrara a la via Terranuova.
Va ser construïda el 1594 sobre una preexistent, utilitzada pels franciscans. El projecte va ser una de les millors realitzacions de Biagio Rossetti.
La façana i el cos de la basílica presenten línies típiques del renaixement, amb les voltes, inspirades per Leon Battista Alberti i els pilastres de marbre que destaquen sobre la paret de maó.
L'interior té tres naus que formen una creu llatina, i vuit capelles laterals. A la primera capella de l'esquerra destaca el gran fresc de la Cattura di Cristo de Il Garofalo (1524). En el mateix altar de la capella hi ha l'escultura Cristo nel Gestemani.
El creuer dret està dominat per l'important mausoleu del marquès Ghironi Francesco Villa, d'estil barroc, mentre que en el creuer esquerre es conserva un sarcòfag romà d'estil de Ravenna que data del segle v.
El tríptic de darrere de l'altar la Resurrezione, Ascensione e Deposizione de Domenico Mona (1580-1583).